# Poliothyrsis
Poliothyrsis é um género botânico pertencente à família Salicaceae.